# Џејмс Тисо
Жак Жозеф Тисо (фр. Jacques Joseph Tissot; Нант, 15. октобар 1836 – Шенси Бијон, 8. август 1902), познатији као Џејмс Тисо, био је француски сликар и илустратор. Напустио је Париз као афирмисани сликар 1871. године, преселивши се у Лондон. Прославио се као жанровски сликар сликајући у модерним хаљинама у сценама из свакодневног живота. Поред тога, сликао је и илустрације из Библије.

## Младост
Жак Тисо је рођен у побожној католичкој породици у граду Нанту, у Француској, где је провео своје најраније детињство. Његов отац, Марсел Теодор Тисо, био је успешни продавац драперија, док је мајка, Мари Диран, помагала свом супругу у породичном послу и бавила се израдом капа. Овај период проведен у Нанту допринео је да Тисо у својим каснијим радовима често слика чамце и бродове. С обзиром да су његови родитељи радили у модној индустрији, верује се да је то утицало на детаљан приказ одеће у његовим делима. Са 17 година, Тисо се определио да се професионално бави сликарством. Отац се томе противио јер је желео да се Жак бавим неким конкретним послом, међутим, мајка му је пружила подршку да се бави уметношћу. У то време, почиње да користи име Џејмс, да би 1854. званично променио своје име. Разлог томе је, врло вероватно, све веће учешће енглеског језика у свим сферама живота.

## Почетак каријере
Године 1856. или 1857. Тисо је отишао у Париз како би наставио уметничко образовање. Док је становао код пријатеља његове мајке, сликара Елија Делонеа, Тисо је уписао Школу лепих уметности (фр. École des Beaux-Arts) како би студирао код истакнутих уметника попут Иполита Фландрена и Луја Ламота. Обојица су били успешни лионски сликари који су се преселили у Париз како би студирали под окриљем Енгра. Ламот је покрио главнину трошкова Тисоовог школовања. Тисо је као млади уметник учио и самостално, попут многих других неафирмисаних младих уметника тог доба, прецртавајући радове у Лувру. У то време, Тисо се такође упознао са америчким сликарем Вислером и француским сликарима Едгаром Дега и Едуаром Манеом.
Године 1859. одржао је своју прву изложбу у Париском салону. На изложби је било пет дела која су приказививала средњовековне мотиве, а многа су приказивала мотиве из Гетеовог Фауста. Ови радови су показали да је белгијски сликар Анри Леј, ког је упознао у Антверпену раније исте године, извршио снажан утицај на Тисоов рад. Остали спољашњи утицаји укључују немачке сликаре Петера фон Корнелијуса и Морица Реча. Након своје прве изложбе у Салону, а пре него што је одликован орденом, француска влада је платила 5000 франака због приказивања Сусрета Фауста и Маргарите 1860. године, са сликама који су биле приказане следеће године, заједно са портретима и другим сликама.

## Смрт и заоставштина
Џејмс Тисо је умро изненада у Дуу, у Француској 8. августа 1902. године, док је живео у Бујонском замку, бившој опатији коју је наследио од оца 1888. године. Његов гроб се налази у капели у склопу дворца.
Широко распрострањено коришћење његових илустрација у литератури и широј јавности се наставило и након његове смрти. Христов живот и Стари завет су постале „дефинитивно библијске слике“. Његове слике су послужиле као основа за савремене филмове попут Отимачи изгубљеног ковчега и Доба невиности (1993). У првој половини 20. века, долази до поновног интереса за Тисоове портрете дама у скупоценим хаљинама, а око 50 година касније, исте слике достижу рекордне цене на тржишту.

## Галерија
- Камин
- Млада дама у лађи
- ХМС Калкута
- Капетанова кћи
- Још увек на врху
- Баштенска клупа
- Лоше вести
- Краткотрајна олуја
- Јорговани
- На Темзи
- Морска обала
- Октобар
- Амбициозна жена
- Бал
- Деверуша
- Вагон
- Укрцавање на јахту
- Младе даме посматрају јапанске предмете